# Aquariumgebouw
Het Aquariumgebouw is een gebouw voor aquaria in dierentuin Artis in Amsterdam. Het rijksmonument aan de Plantage Middenlaan 53 werd in 1881 gebouwd door architect G.B. Salm. Salm had voor Artis in de jaren daarvoor al veel andere gebouwen en verblijven getekend. Hij deed dit samen met zijn zoon Abraham Salm.
De gevel is gebouwd in neoclassicistische stijl. Het gebouw valt op door de enorme trappartij, de zuilen en de koepel. De koepel aan de oostzijde van het Aquariumgebouw diende als collegezaal, later bood het plaats aan het Heimansdiorama over het landschap op Texel.
Het gebouw is in de lengte doormidden gedeeld. Aan de straatkant bevonden zich hoogleraarkamers, een collegezaal en een museumruimte.
De aquaria bevinden zich aan de tuinzijde. Om het gewicht van de vele aquaria en de glasruiten van de aquaria te kunnen dragen werden 1740 houten heipalen geslagen. De kelders bevatten reusachtige reservoirs met grind en grof zand voor het zuiveren van het aquariumwater. In 1882 werden de zoet- en zoutwater bassins gevuld met vissen uit de Noordzee en zoetwatervissen uit eigen land. Pas na de Eerste Wereldoorlog werd een grote kolenkachel geplaatst om de aquaria en het gebouw te verwarmen.
In 1977 werd het pand gerenoveerd en werd het Zoölogisch Museum Amsterdam van de Universiteit van Amsterdam er in ondergebracht. De collectie bestond uit ongeveer vijftien miljoen objecten voor wetenschappelijk onderzoek en onderwijs.

## Heimans-diorama
In 1926 werd een diorama geplaatst. Het diorama laat een duinlandschap zien en bestaat uit zand, gedroogde planten, opgezette dieren en een schilderij met duinen. Het diorama is later voorzien van licht en geluid. Het diorama is vernoemd naar de Amsterdamse onderwijzer en natuurkenner Eli Heimans. Het schilderij in Haagse stijl is van Willem George Frederik Jansen. Artis-preparateur en vogelfotograaf Paul Louis Steenhuizen maakte foto's van de duinplas De Muy op Texel, dat gebruikt is als voorbeeld voor het diorama. In 2020 bleek dat het diorama vervuild was met asbest en hierdoor restauratie bemoeilijkt werd.

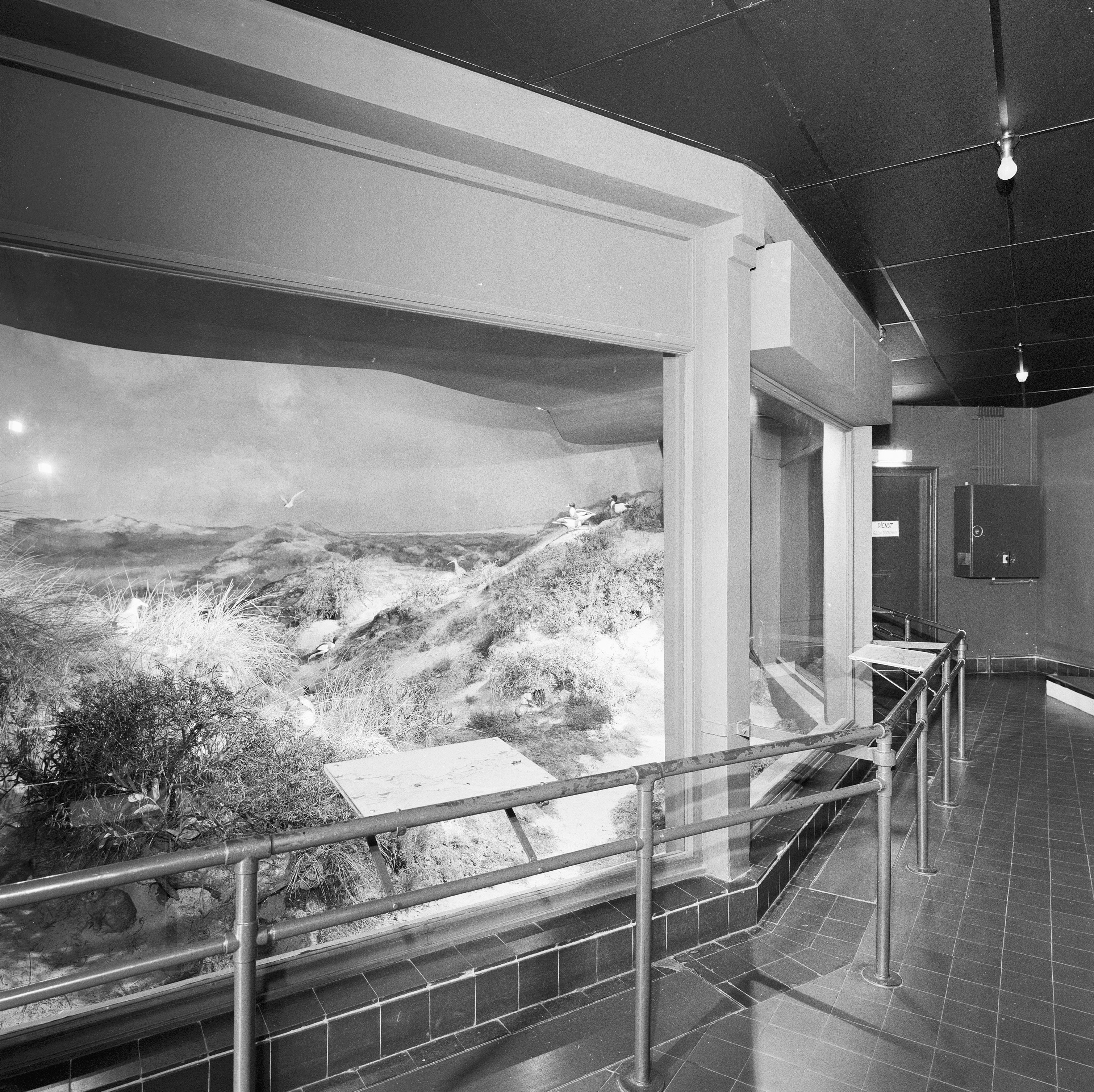
Heimans-diorama
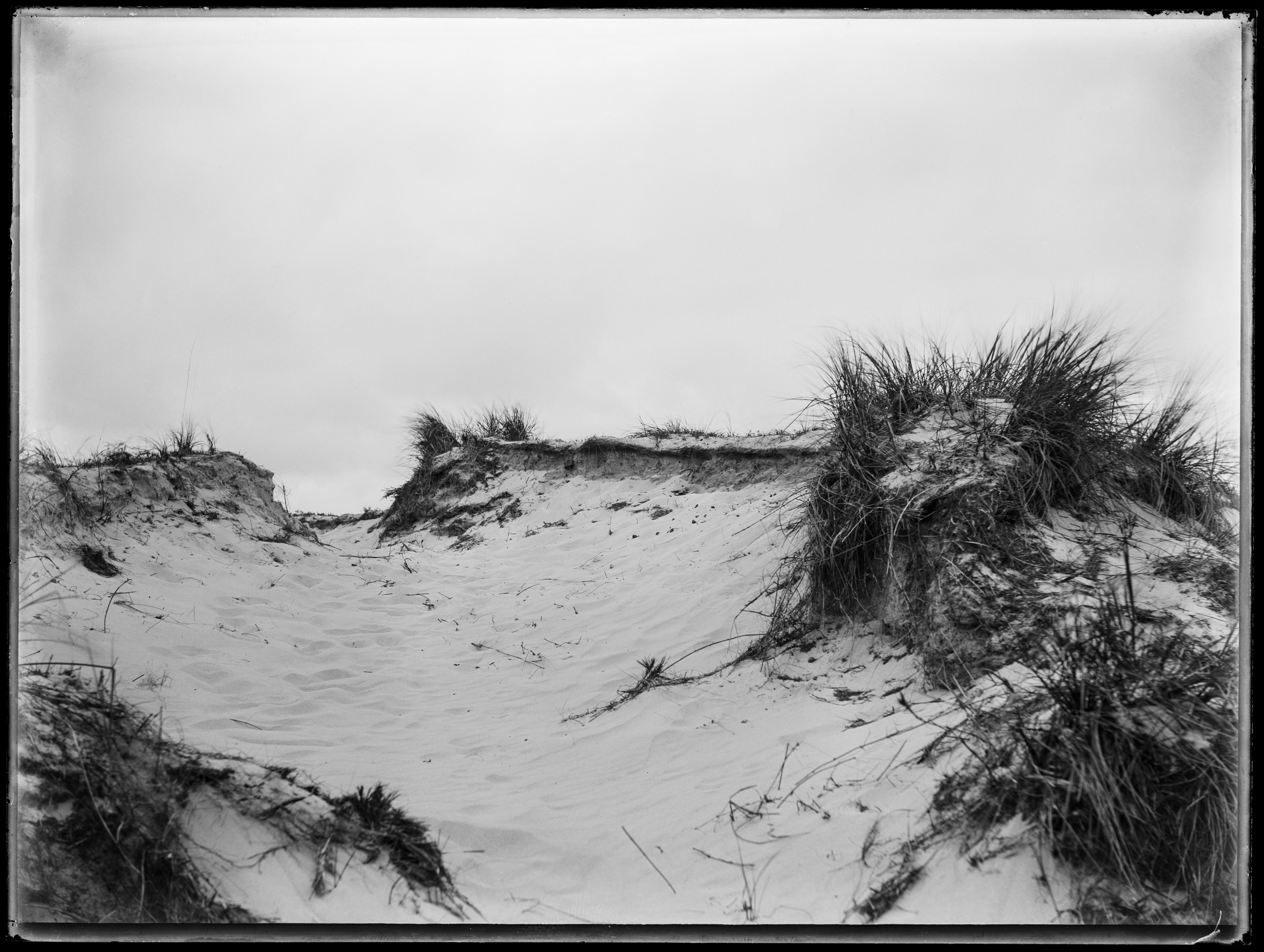
Foto van duinplas De Muy op Texel